# Абу-Саид (врач)
Абу-Саид (арм. Աբու Սաիդ, встречаются также формы Бусаид, Апусаит, Апусат) — средневековый врач, живший и работавший в Киликийской Армении.

## Биография
Точные даты рождения и смерти неизвестны. Родился в первой четверти XII века в Эдессе. Этнический ассириец. Работал в больницах Киликийской Армении, был современником и соратником Мхитара Гераци и Аарона Едесиаци. Известен по своему труду «О строении человека» (арм. Յաղագս կազմութեան մարդոյ), в котором обсуждаются вопросы анатомии. Помимо опытного врачевателя, славился и искусным философом. Был близким другом Нерсеса Шнорали, который часто обращался к нему для разрешения спорных вопросов. Из письменных источников известно, например, что прежде чем написать свою знаменитую «Элегию на взятие Эдессы» Шнорали интересовался у него о происхождении названия города. Поддерживал тесные контакты и с другими ведущими деятелями армянской культуры, в частности с Нерсесом Ламбронаци. Именно по совету Абу-Саида последний написал сочинение «Об именах градостроителей». Более того, среди несохранившихся работ Ламбронаци указывается книга озаглавленная «Анатомия», которая, по мнению ряда исследователей, была переводом и первой редакцией «О строении человека».

## «О строении человека»
Книга, вероятно, изначально написана на сирийском языке, и уже при жизни автора была переведена на армянский. Пропитана идеологией античных учёных, таких как Гиппократ, Аристотель, Гален, Немезий, Григорий Нисский. Несмотря на то, что это было время бурного процветания арабско-персидской медицины, в книге отсутствуют имена исламских врачей (даже Авиценны). Сохранилась в трёх редакционных вариантах. Первый из них обычно приписывают Нерсесу Ламбронаци. Вторая редакция представляет собой сокращённый вариант, озаглавленный «Отрывки из книги мудрого Бусаида „О строении человека“». Вероятно эта редакция тоже была сделана в период Киликийского царства, и служила в качестве учебника. В третий раз труд был отредактирован и дополнен в 1625 году известным врачом Асаром Себастаци. Последний не только исправил ошибки, со временем вошедшие в труд, но и добавил главу «О структуре глаза» из потерянного ныне офтальмологического трактата Мхитара Гераци. 
В целом книга обобщает знания о структуре человеческого тела в Киликийской Армении. Изучение всех трёх редакций позволило определить его значение для армянской и арабской медицины. Армянский учёный Л. Ованнисян, специализирующийся на истории медицины, считает, что сочинение Абу-Саида воспроизводит всё, что было известно в то время о структуре и функциях человеческого организма.
Рукописи
Сохранилась в десятках рукописей, только в Матенадаране хранятся 39 копий трёх разных редакций. Среди них стоит отметить 
- рукописи №№ 549, 1978, 2448, 8397 (оригинальная версия или первая редакция (Нерсеса Ламронаци ?))
- рукописи №№ 1814, 3276, 4268, 6644 (третья редакция / Асар Себастаци)

Издания
Оригинальный текст на армянском, вместе с комментариями и переводом на русский язык, был опубликован в 1974 году.
- Абусаид. О строении человека / вступ. ст., комм. и пер. С. А. Варданян. — Ереван: изд-во АН АрмССР, 1974. — 234 с.

## Комментарии
1. ↑  Большинство источников считают «О строении человека» переводом с сирийского, однако сирийский текст не сохранился. Видный историк А. Тер-Гевондян уверен, что Абу-Саид писал его на армянском (См. А. Тер-Гевондян. Арабские источники. — Ереван: изд-во ЕГУ, 2005. — Т. 3. — С. 63. Архивировано 5 марта 2016 года.).